# Víctor Torres Falcón

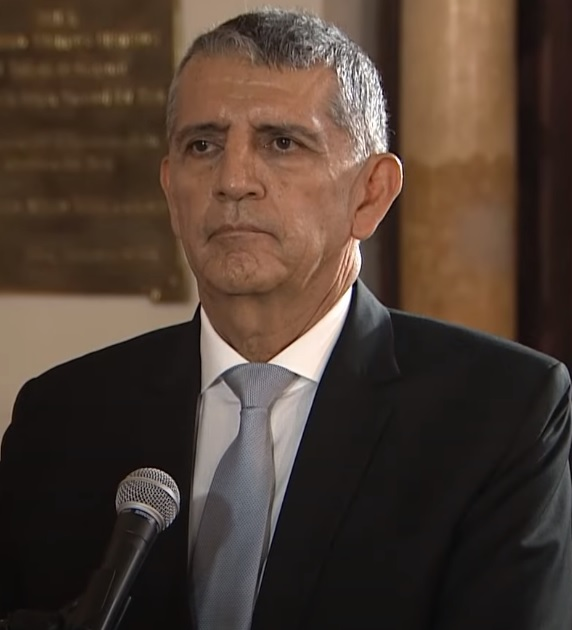
Víctor Torres Falcón

Víctor Manuel Torres Falcón  (geboren im 20. Jahrhundert) ist ein peruanischer pensionierter Polizist im Range eines Generals der Policia Nacional del Perú und Politiker, der vom 21. November 2023  bis 1. April 2024 das Amt des Innenministers von Peru unter der Regierung von Präsidentin Dina Boluarte innehatte.

## Leben
Berufliche Karriere
Falcón war nahezu 39 Jahre im peruanischen Polizeidienst. Er war Chef der Polizeiregion Ica und Polizeichef des Valle de los Ríos Apurímac, Ene y Mantaro. Außerdem war er Direktor für Ausbildung und Lehre der peruanischen Polizeiakademie, Direktor der Policia Nacional del Perú und Stabschef unter Präsident Ollanta Humala.
Innenminister
Am 21. November 2023 wurde er von Präsidentin Dina Boluarte zum peruanischen Innenminister ernannt und vereidigt. Er war bereits der vierte Innenminister im Kabinett Boluarte innerhalb von elf Monaten und folgte auf Vicente Romero Fernández, der auf Grund eines Misstrauensvotums gegen ihn nach zehnmonatiger Amtszeit zurücktrat. Er trat, nach nur vier Monaten, im Zuge der Affäre um Luxusuhren, am 1. April 2024 zurück.